# نيلز زيتالر
نيلز زيتالر بالألمانية: (Nils Seethaler) هو عالم أنثروبولوجيا ثقافية ألماني وباحث وجامع ومنظم معارض.

## حياته
ولد زيتالر في 18 أغسطس 1981 في برلين. درس الإثنولوجيا والأدب والعلوم السياسية في جامعة برلين الحرة. منذ عام 2012، يقوم بتنسيق أرشيف جمعية برلين للأنثروبولوجيا والإثنولوجيا وما قبل التاريخ في المركز الأثري للمتاحف الحكومية في برلين.

## أبحاثه
شارك زيتالر في العديد من المشاريع البحثية، خاصة في مجال دراسة المجموعات الإثنولوجية التاريخية والبقايا البشرية. تركزت أبحاثه على دراسة أصول البقايا البشرية في المتاحف والمجموعات الألمانية، مما ساهم في وضع مبادئ توجيهية موحدة للتعامل مع البقايا البشرية في المجموعات العامة في ألمانيا.

## مشاريع المعارض
قام زيتالر بتنظيم وإدارة العديد من مشاريع المعارض المتحفية حول مواضيع إثنولوجية وفنية وعلمية. ساهم بشكل كبير في إعادة اكتشاف وإعادة تطوير متحف روستوك للإثنولوجيا المفقود، وكذلك في الحفاظ على مجموعة يوليوس ريمر في لوثرشتات فيتنبرغ وإعادة تصميمها.

## مشاريع الجمع
قام زيتالر برحلات بحثية وجمع مختلفة إلى أستراليا وأوقيانوسيا والشرق الأوسط وأوروبا. جمع آلاف القطع الأثرية والإثنولوجية ومجموعة واسعة من الصور الفوتوغرافية الإثنولوجية. تم التبرع بالعديد من هذه القطع لمتاحف مختلفة، بما في ذلك المتحف الإثنولوجي في برلين ومتحف الثقافات الأوروبية.